# Sonta
Sonta (in serbo Сонта?) è un villaggio della Serbia situato nella municipalità di Apatin, nel Distretto della Bačka Occidentale, nella provincia autonoma di Voivodina.

## Popolazione
Il villaggio in totale conta 4 992 abitanti (censimento del 2002) di cui:

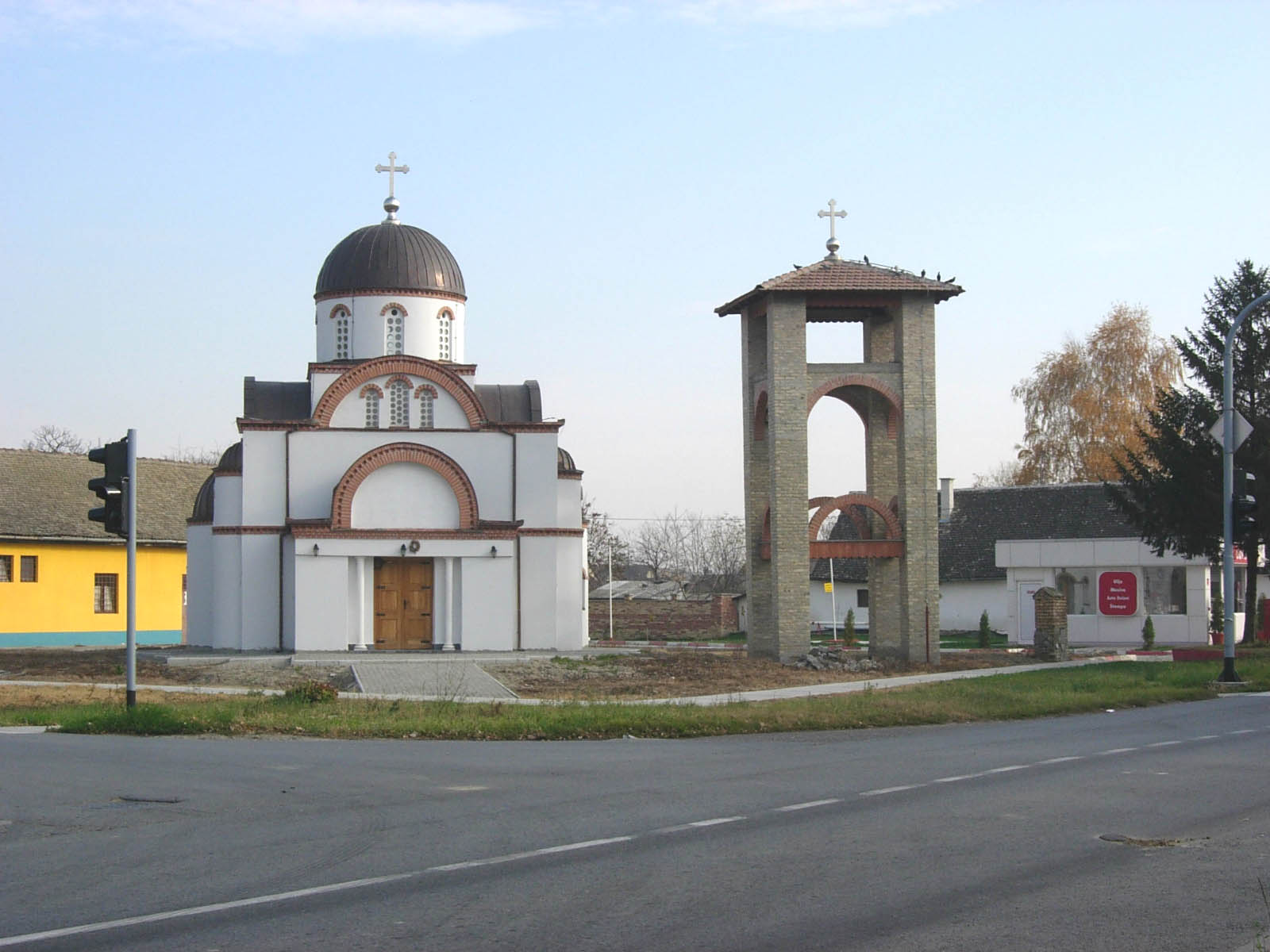
La nuova Chiesa Ortodossa cittadina

- Croati: 2.996
- Serbi: 975
- Ungheresi: 267
- Rumeni: 211
- Rom: 138
- Altre popolazioni: 530

Evoluzione Demografica
- 1961: 6 821 abitanti
- 1971: 6 508 abitanti
- 1981: 6 313 abitanti
- 1991: 5 990 abitanti
- 2002: 4 992 abitanti